# Пожар на авианосце «Форрестол» (1967)
Пожар на авианосце «Форрестол» (1967) — один из самых значительных инцидентов с авианосцами США, произошедший 29 июля 1967 года около 10:50 по местному времени в Тонкинском заливе на борту авианосца «Форрестол». Инцидент произошёл в точке с координатами 19°09′05″ с. ш. 107°23′05″ в. д..
По официальному заключению, пожар начался после самопроизвольного пуска неуправляемой ракеты «Зуни» под действием случайного скачка напряжения в цепях одного из стоявших на палубе самолётов F-4 «Фантом». Самолёт готовился к нанесению удара по территории Вьетнама в ходе участия США в войне во Вьетнаме (1965—1973 годы).
В результате инцидента погибло 134 и ранен 161 человек. Материальный ущерб составил 72 миллионов долларов (512 млн долл. в эквиваленте на 2008 год), не считая стоимости сгоревших самолётов.

## Предыстория
В момент возникновения пожара авианосец находился на «Янки стейшн» (англ. Yankee Station, станция янки) — географической точке в Тонкинском заливе, откуда авианосцы США обычно наносили удары по Социалистической республике Вьетнам. За предыдущие четыре дня авиагруппа совершила 150 боевых вылетов и ощущала нехватку боеприпасов — бомб Mk 83 массой по 454 кг. Чтобы быстро восполнить нехватку, с судна снабжения AE-19 «Даймонд-Хед» были загружены бомбы AN-M65 времён Второй мировой войны. Эти бомбы использовали в качестве взрывчатки «композицию B», тогда как современные 227 кг Mk 82 и 454 кг Mk 83 бомбы снаряжались более температуроустойчивой взрывчаткой «композиция H6». Считается, что это обстоятельство усугубило тяжесть инцидента.

## Хронология событий

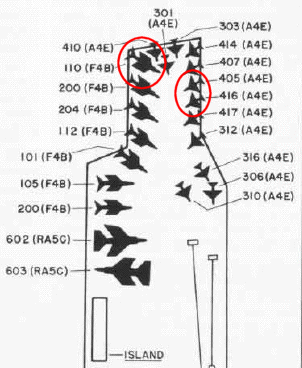
Кормовая часть полётной палубы «Форрестола». Наиболее вероятной причиной инцидента стал самолёт под номером 110

29 июля 1967 года, около 10:50 по местному времени, во время подготовки самолётов ко второму вылету 127-мм неуправляемый реактивный снаряд Mk 32 «Zuni», находившийся в подкрыльевой кассетнице LAU-10 самолёта F-4, который пилотировали коммандер-лейтенант Джеймс Бангерт (англ. James E. Bangert) и лейтенант Лоуренс Маккей (англ. Lawrence E. McKay), самопроизвольно запустился.
Ракета перелетела через полётную палубу и ударила в подвесной топливный бак под крылом готовившегося к взлёту штурмовика A-4 Skyhawk с бортовым номером 405, за штурвалом которого находился коммандер-лейтенант Фред Уайт (англ. LCDR Fred D. White). Благодаря предохранительному механизму ракета не взорвалась, однако бак сорвало с крыла, и выплеснувшееся из него топливо JP-5 воспламенилось. От перегрева начали взрываться топливные баки других самолётов, и пламя стало распространяться по палубе. Через несколько минут начали взрываться бомбы.
Первой через полторы минуты после начала пожара взорвалась бомба старого образца AN-M65, сорвавшаяся с подвески одного из самолётов. Взрыв разрушил самолёт, в палубе образовалась пробоина, разлетевшиеся осколки погубили находившуюся на палубе пожарную команду, кроме троих, получивших  тяжёлые ранения. Осколки также пробили топливные баки двух стоявших рядом самолётов.
Всего на палубе взорвалось девять бомб, из них восемь AN-M65 старого образца с взрывчаткой типа «Composition B» и одна новая, сдетонировавшая при близком разрыве AN-M65. Бомбы пробили в бронированной палубе большие отверстия, через которые горящее топливо стало стекать внутрь, в жилые помещения и на палубу ангара.
Огонь на полётной палубе был локализован в 12:15, во внутренних помещениях — к 13:42. Полностью пожар был потушен в 04:00 следующего утра.
В 20:54 к авианосцу подошло госпитальное судно AH-16 «Repose» и в 22:53 начало снимать с корабля погибших и раненых.

## Последствия

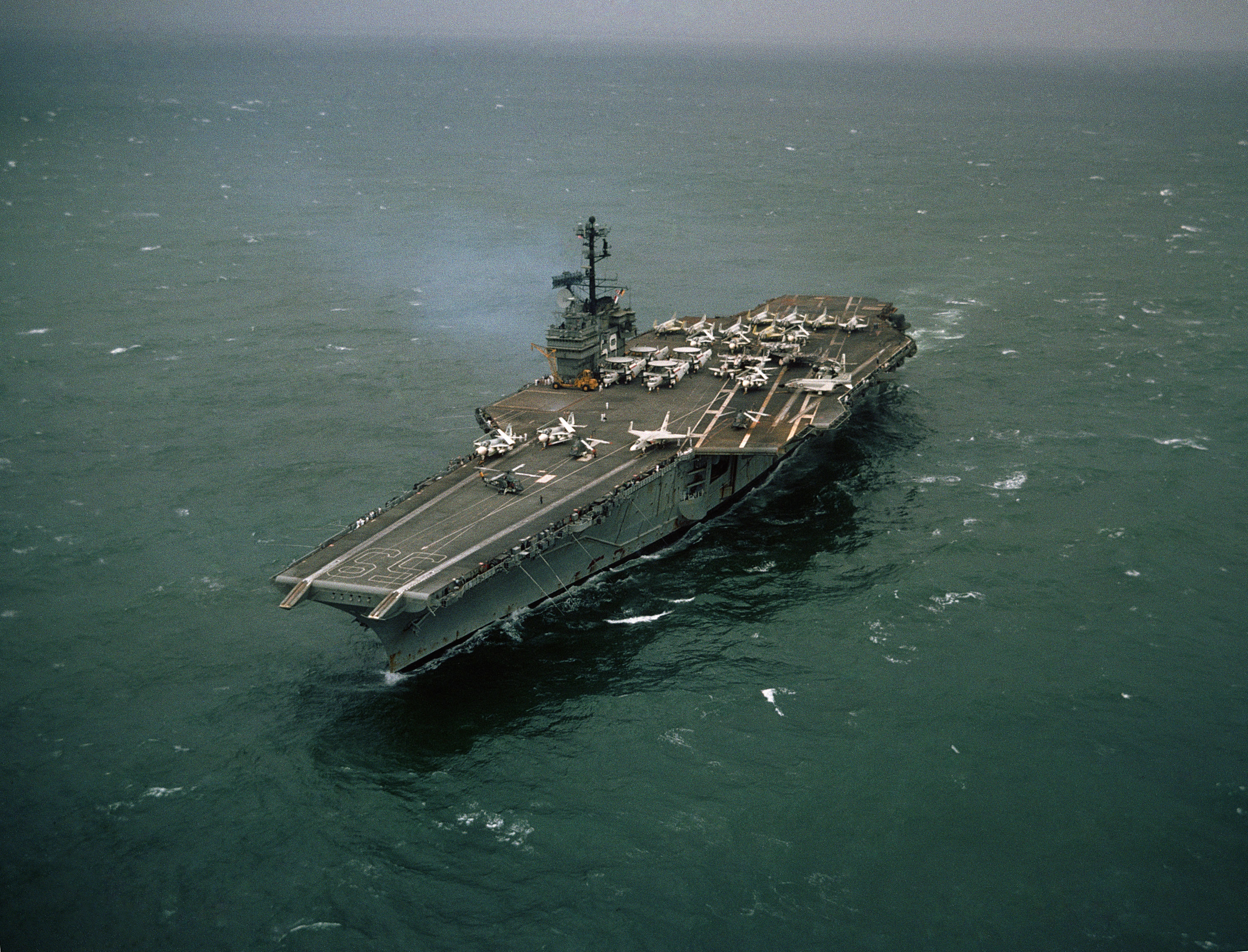
«Форрестол» через месяц после пожара

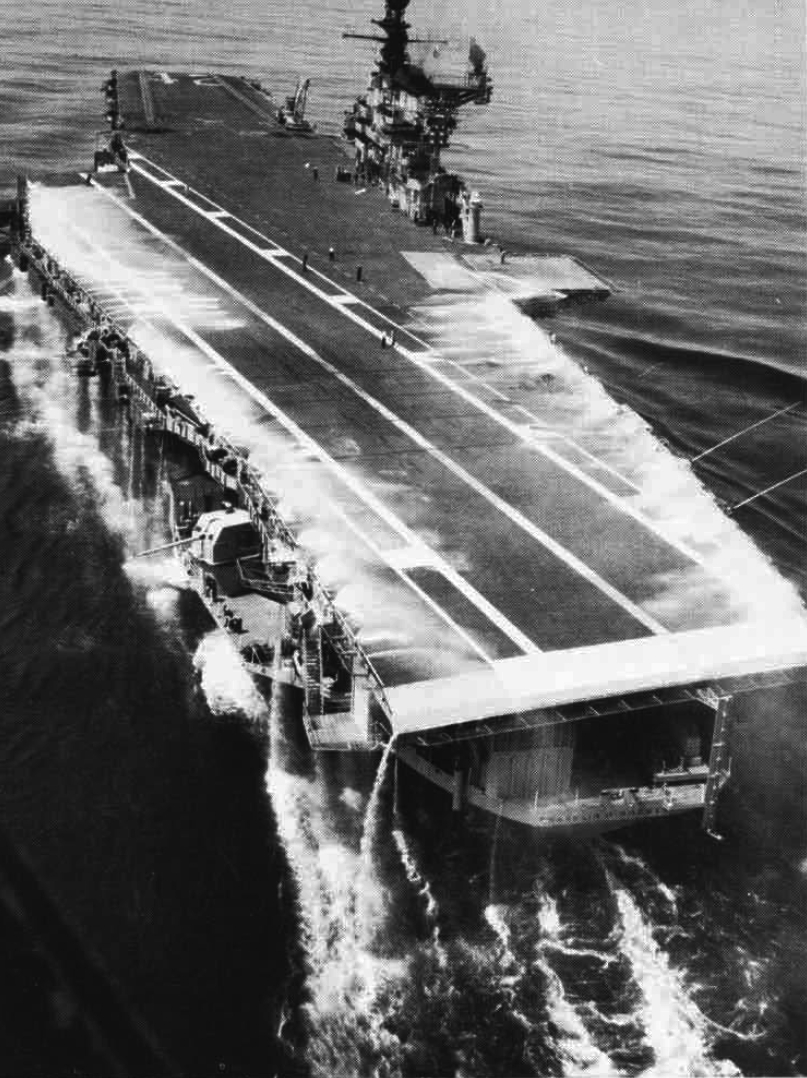
Системы орошения палубы начали применяться на авианосцах США после пожара на «Форрестоле». На снимке — CV-42 «Франклин Рузвельт»

В результате пожара погибли 134 члена экипажа и 161 был ранен. Многие самолёты были сброшены за борт во избежание возгорания и взрывов. Из военно-морского регистра был вычеркнут 21 самолёт (7 F-4 Phantom II, 11 A-4E Skyhawk и 3 RA-5C Vigilante). Пожар показал, что на палубе необходимо иметь тяжёлые бронированные автопогрузчики, поскольку попытки сбрасывать самолёты за борт силами команды оказались неэффективными.
С 31 июля по 11 августа «Форрестол» был пришвартован к пирсу Лейте (англ. Leyte Pier) военно-морской базы Кьюби-Пойнт (Naval Air Station Cubi Point) на Филиппинах для срочного ремонта. 12—13 сентября авианосец отбыл в Мэйпорт (Naval Station Mayport), где выгрузил самолёты и персонал авиагруппы. 14 сентября авианосец вернулся в Норфолк и с 19 сентября 1967 года по 8 апреля 1968 года проходил ремонт на верфи Norfolk Naval Shipyard.

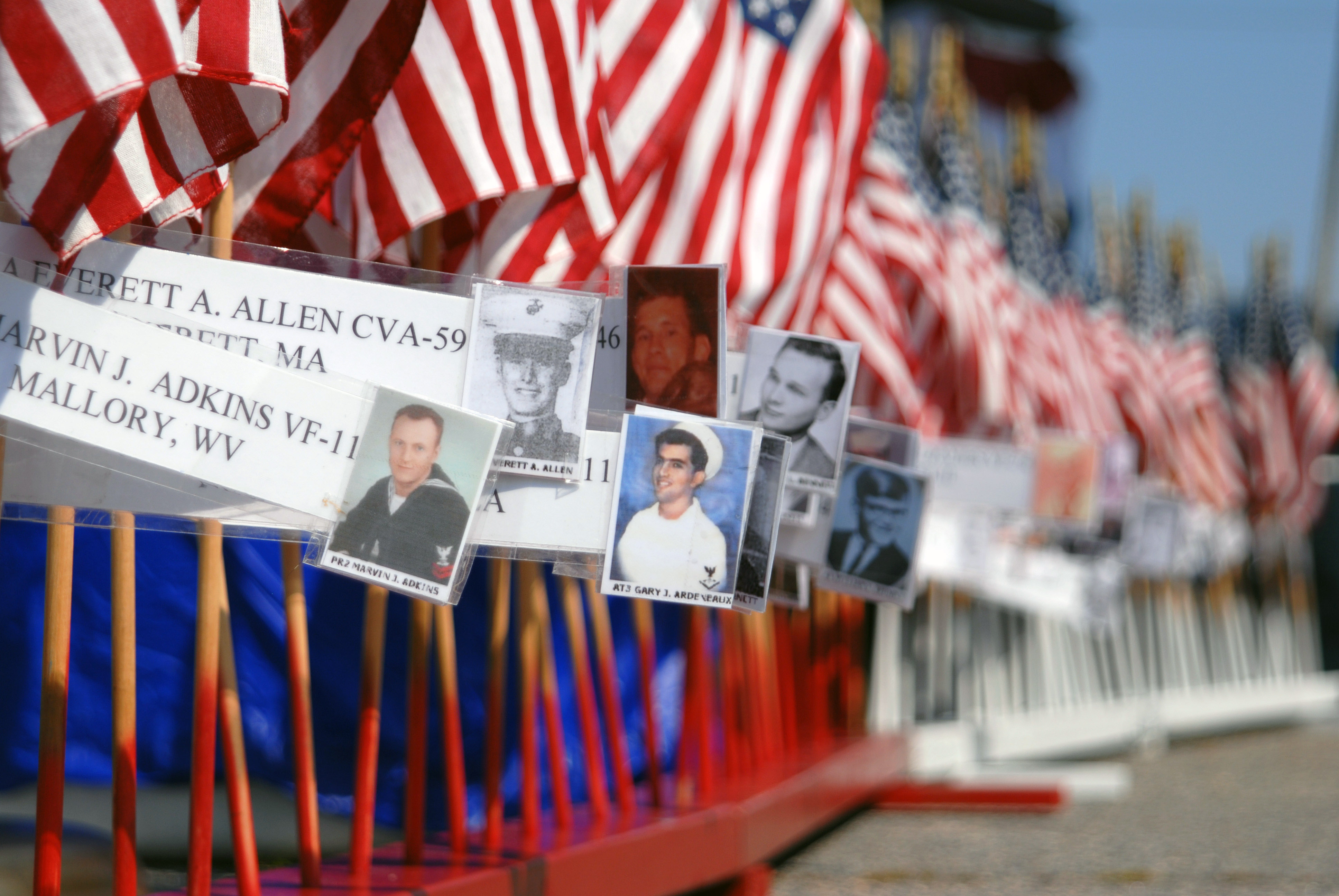
Флаги и фотографии, выставленные в Норфолке на церемонии, посвященной 40-й годовщине трагедии

## Расследование
Расследование вёл контр-адмирал Форсайт Мэсси (англ. Forsyth Massey). Хотя следствию не удалось установить точной последовательности событий, оно выявило потенциальные причины трагедии, включая проблемы в электрических схемах пусковой установки LAU-10 для ракет Zuni, а также использование устаревших 454-кг боеприпасов, некоторые из которых, судя по маркировке на найденных осколках, датировались 1953 годом. Непосредственной причиной ложного срабатывания ракеты было признано нарушение регламента работы с боеприпасами. Согласно регламенту, подключение электрического разъёма («pigtail» connection) к пусковой установке LAU-10 и удаление предохранительной чеки (triple ejector rack, TER) разрешалось только после заезда самолёта на катапульту. На «Форрестоле» же подключение разъёма зачастую происходило на складе боеприпасов. Если после этого по какой-то причине чека оказывалась удалённой (сильный порыв ветра мог выдернуть чеку за привязанную к ней широкую ленту), не исключалось срабатывание ракеты от скачка напряжения при переключении самолёта с внешнего источника электроснабжения на внутренний.

## Фото

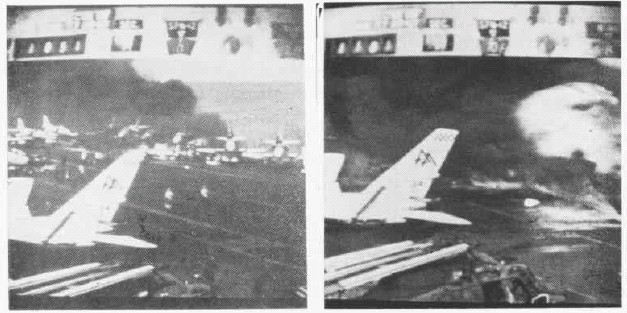
Вид с палубных камер
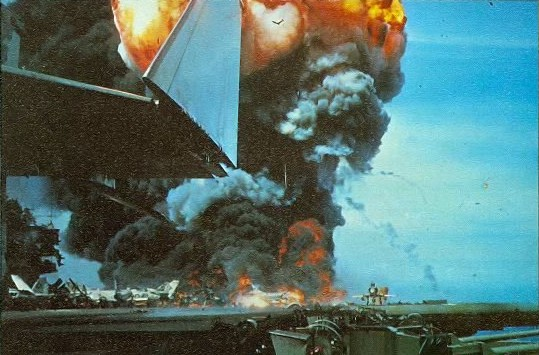
Первые взрывы
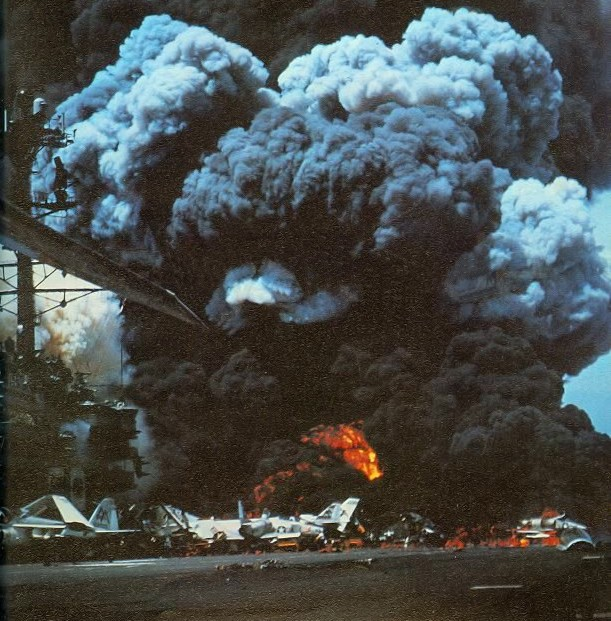
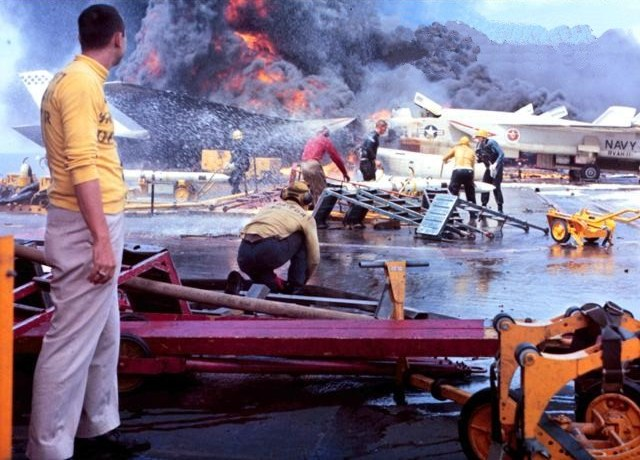
Эвакуация боеприпасов
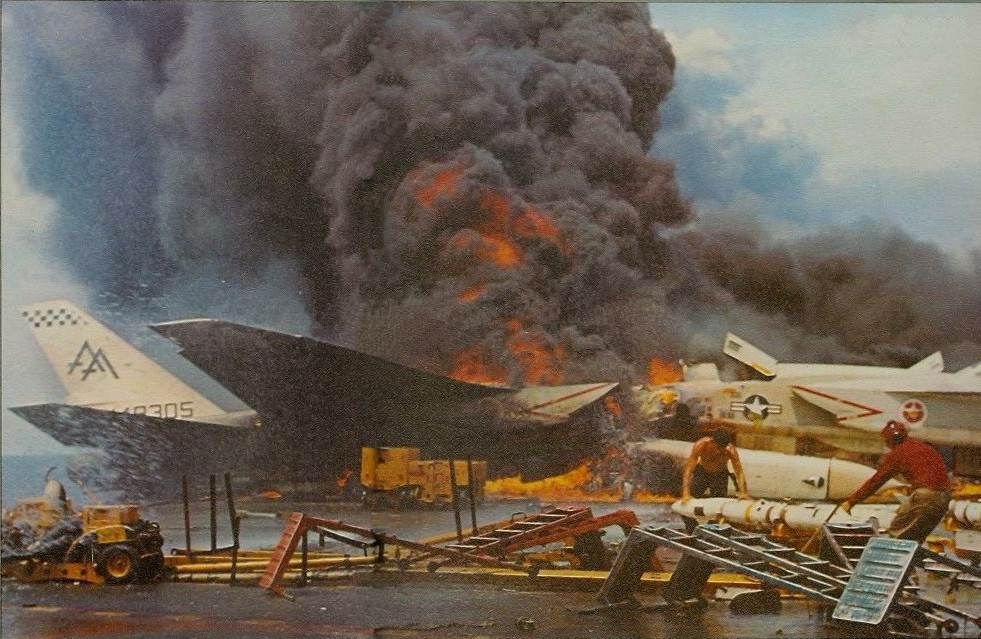
Горящие RA-5C
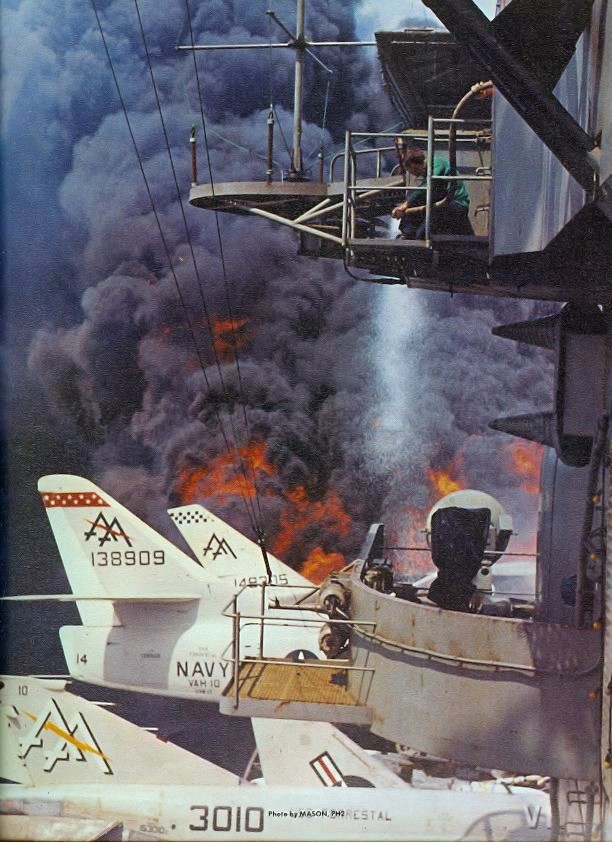
Борьба с огнём
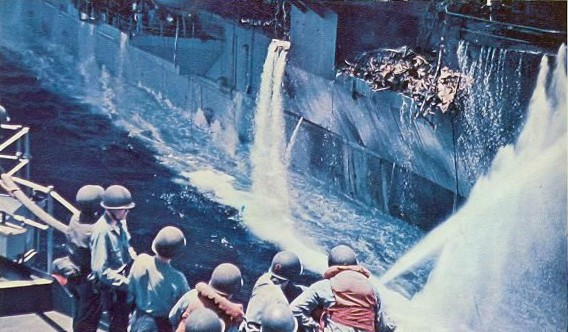
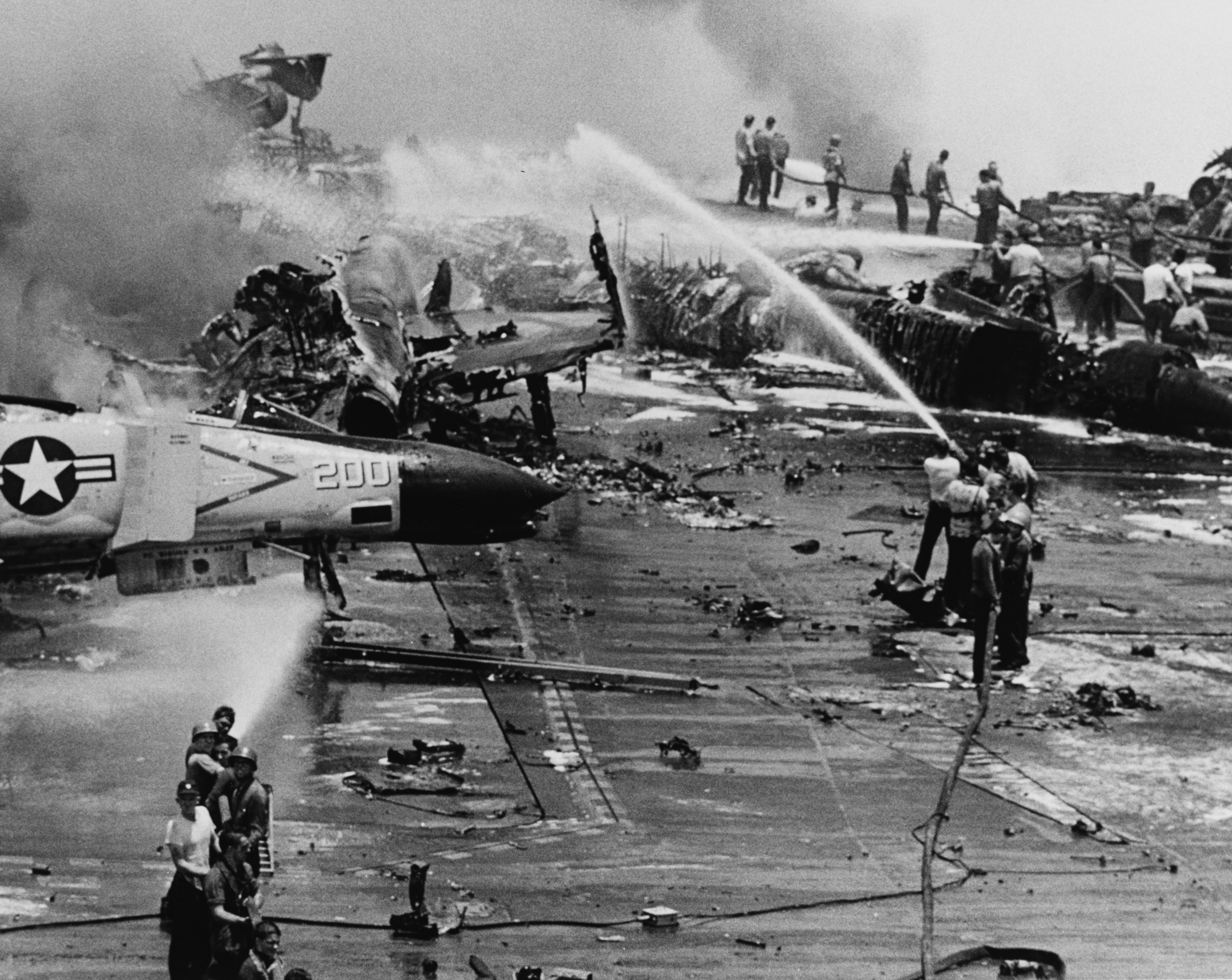
Пожарная команда
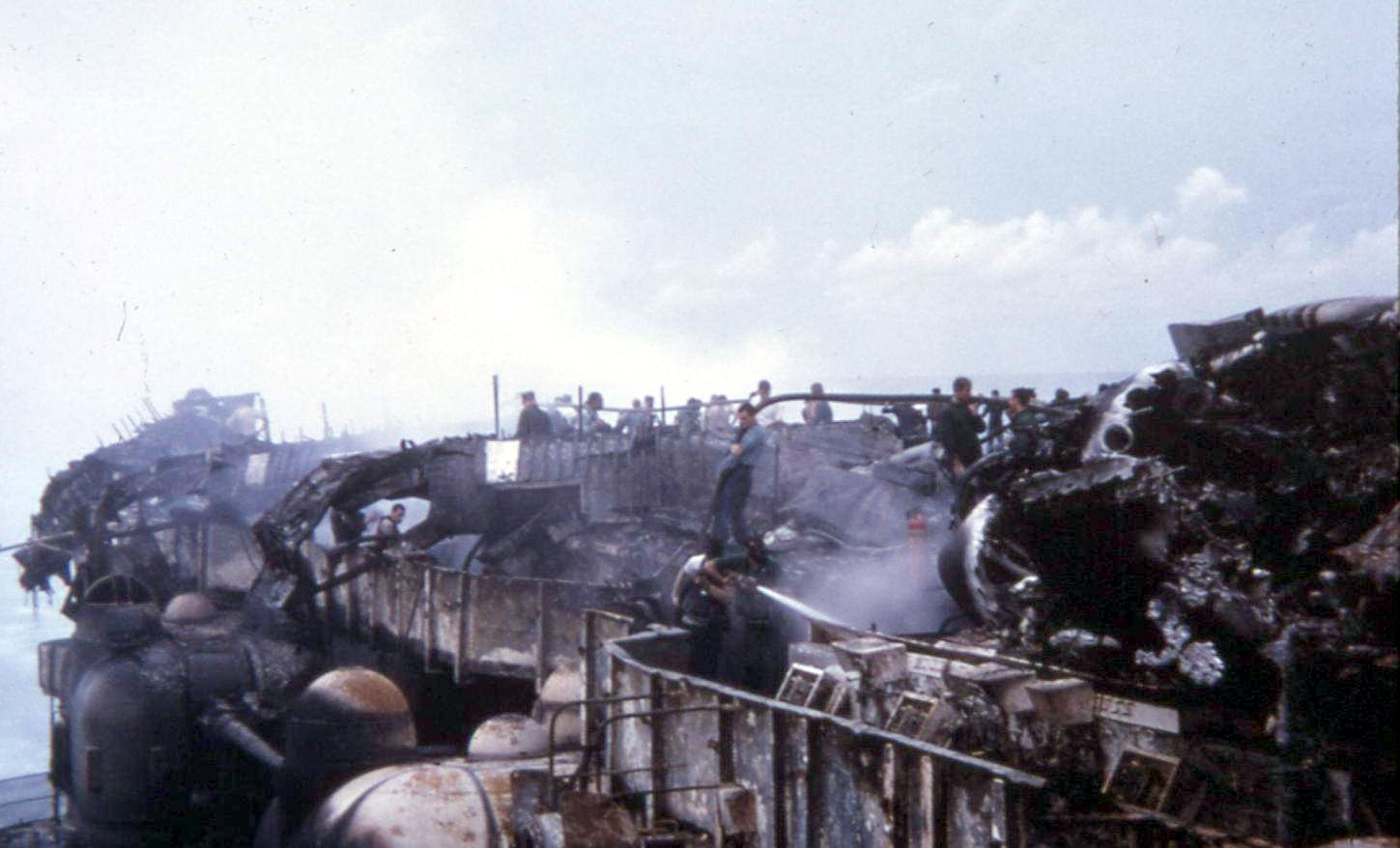
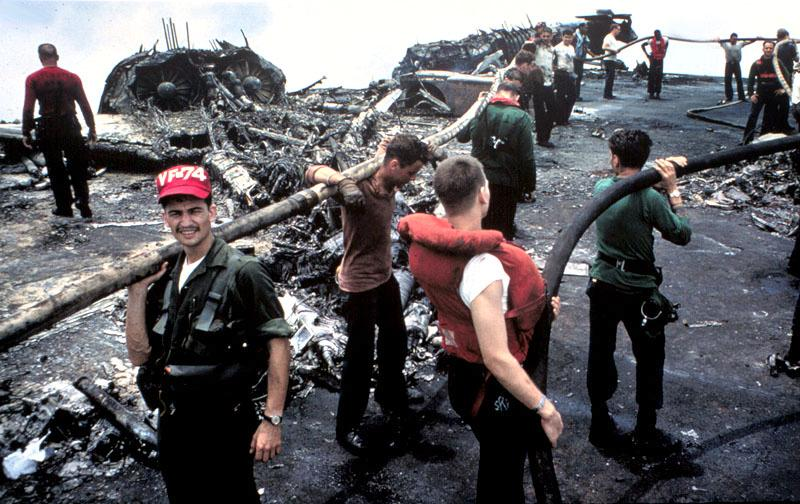
Пожарная команда
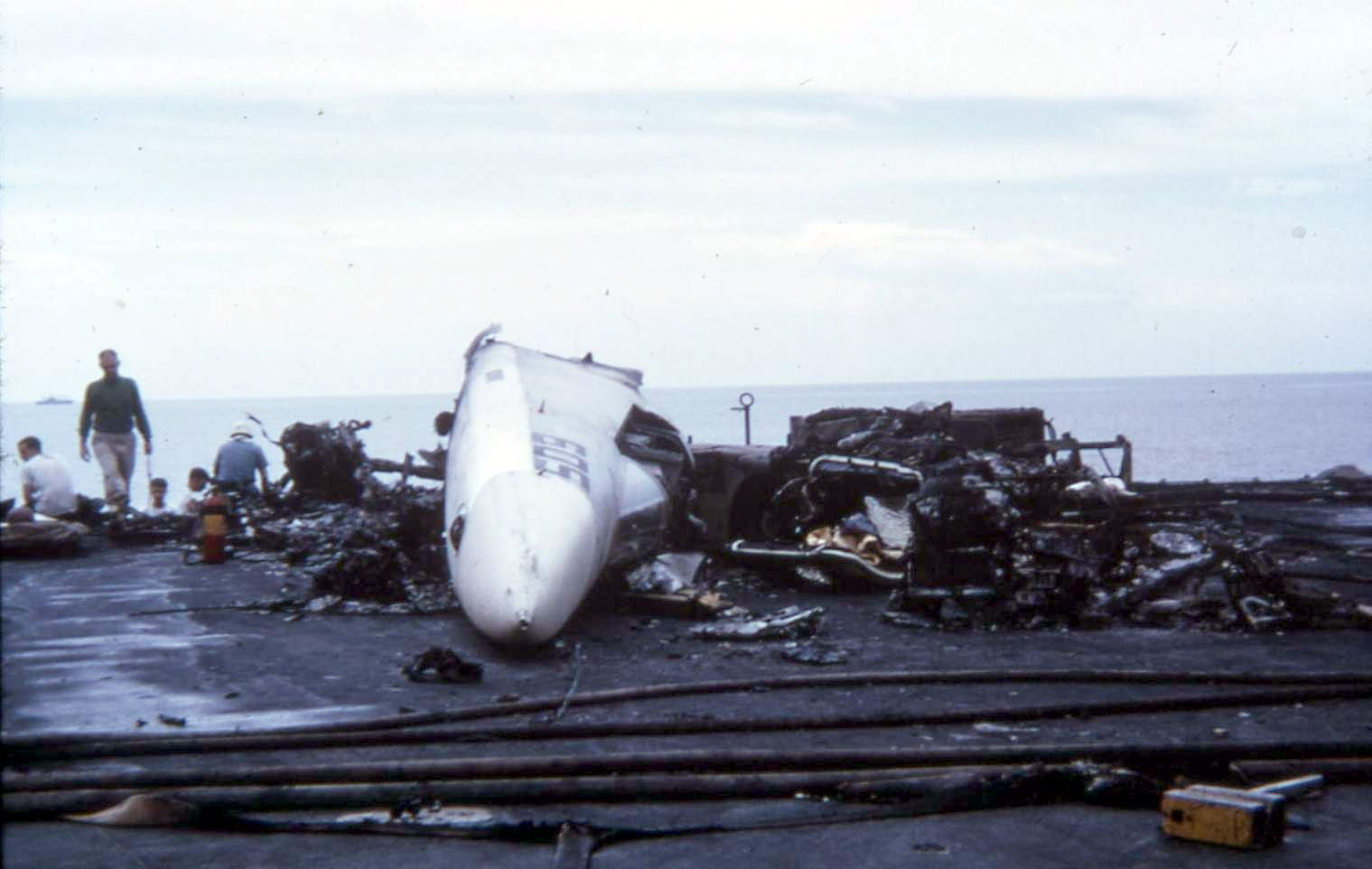
Нос сгоревшего RA-5C
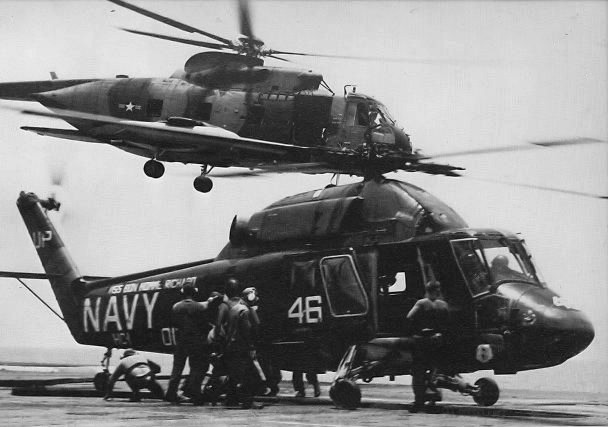
Вертолёт эвакуирует раненых
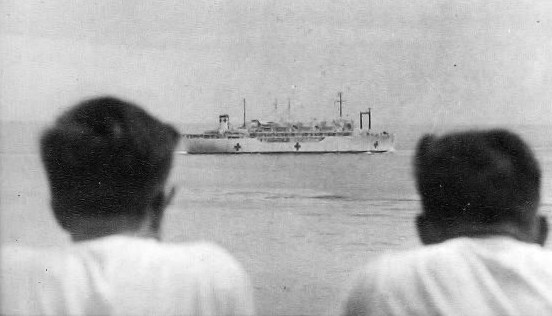
Госпитальное судно Repose рядом с «Форрестолом»
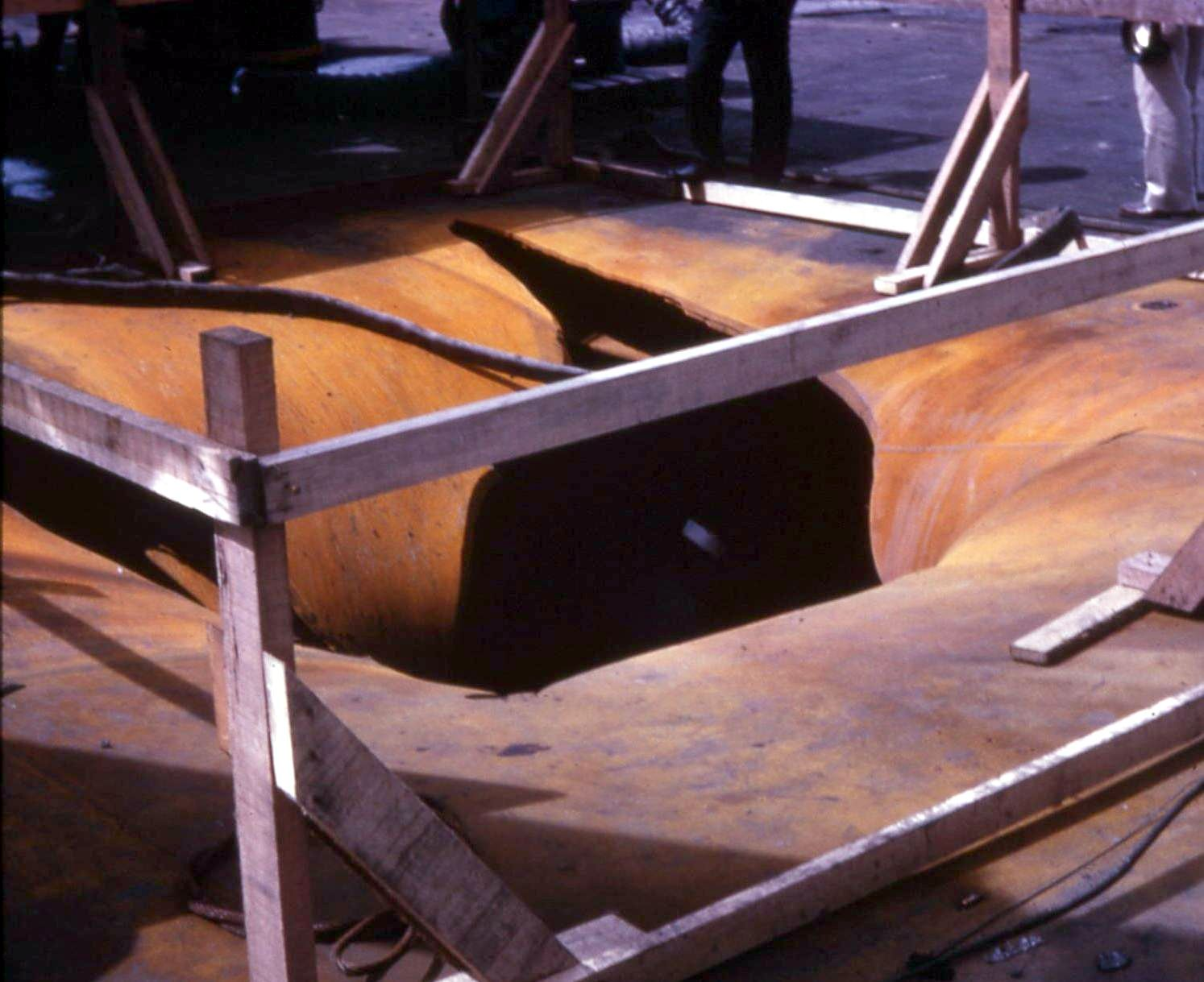
Пробоина в полётной палубе
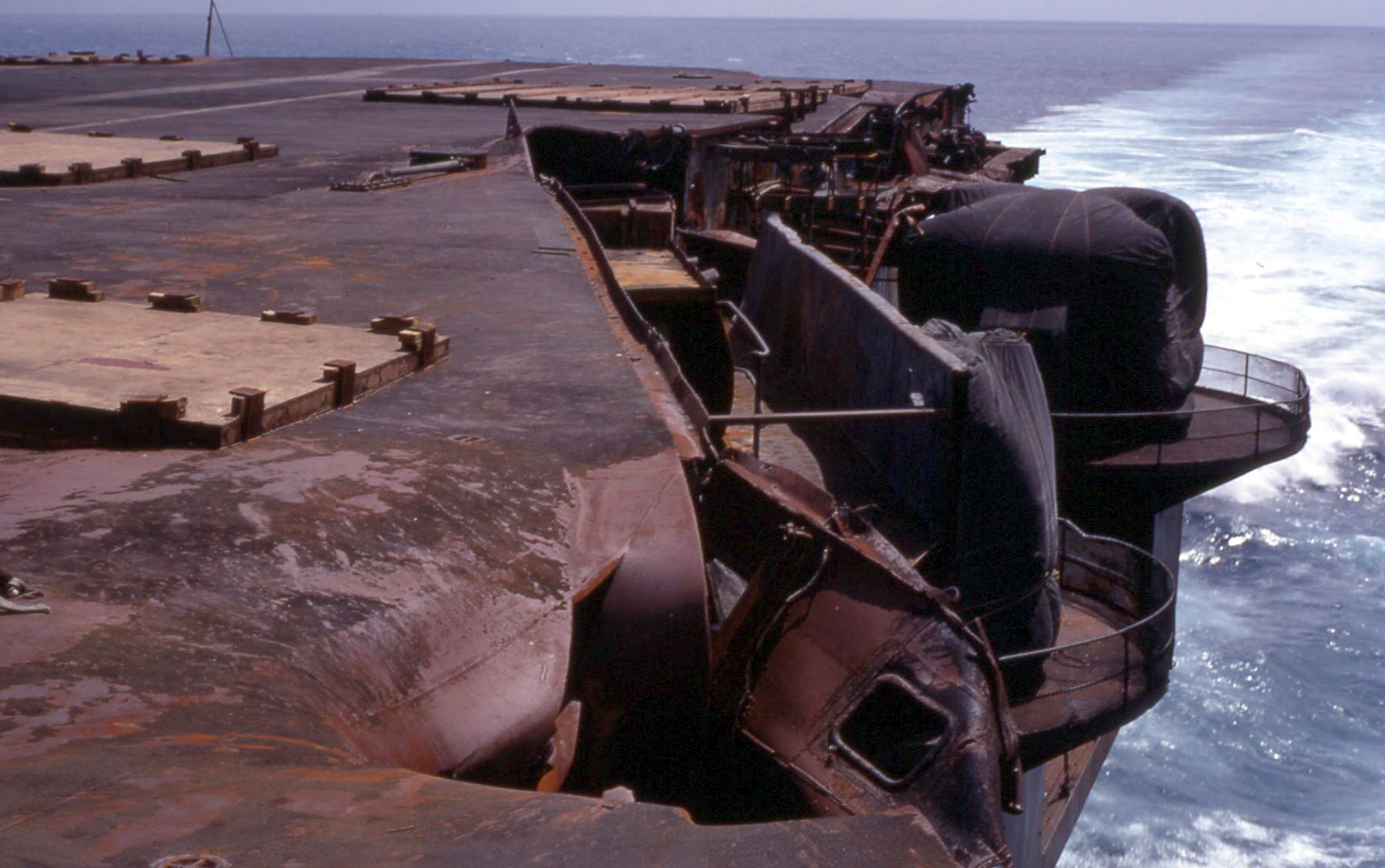
После пожара